# Rob Roy Way

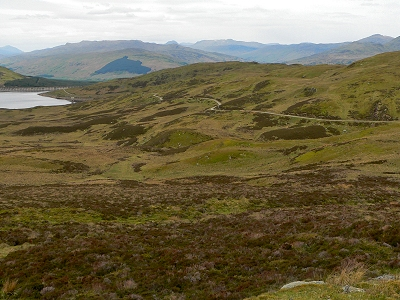
Auf dem Rob Roy Way

Der Rob Roy Way ist ein Fernwanderweg in den Schottischen Highlands. 
Er beginnt in Drymen und verläuft in nordwestliche Richtung bis Pitlochry. An seinem Ausgangspunkt kreuzt er den bekannten West Highland Way. Die Länge des Wegs variiert mit einigen Routenalternativen zwischen 127 und 148 km. Der Ausgangspunkt liegt wenig nördlich von Glasgow noch in den Lowlands. Bereits am ersten Tag überschreitet man die Highland-Grenze. Der Weg verläuft durch gut besiedeltes Gebiet und ist auch für den ungeübten Wanderer geeignet.

## Siedlungen
Die größeren Orte am Weg:
- Drymen
- Aberfoyle
- Callander
- Killin
- Aberfeldy
- Pitlochry.

## Unterkunft und Verpflegung
Der Weg ist für Rucksacktouristen ausreichend erschlossen. An jedem Etappenziel findet sich eine Unterkunft und in vielen Orten
auch ein Campingplatz. Unterwegs gibt es nicht nur in jedem größeren Ort ausreichend Einkaufsmöglichkeiten.

## Geschichte
Der Weg ist nach Robert Roy MacGregor (Rob Roy) benannt, der mit Schutzgelderpressungen und einer Fehde mit dem Herzog von Montrose zum Nationalhelden avancierte. Der Weg ist eine Erfindung des Buchverlags, der auch den gleichnamigen Reiseführer herausbringt.